# Referéndum de autodeterminación de Argelia de 1961
El referéndum de autodeterminación de Argelia, que abría una vía para la independencia de Argelia, tuvo lugar el 8 de enero de 1961.
La pregunta formulada fue la siguiente:

Approuvez-vous le projet de loi soumis au peuple français par le président de la République et concernant l'autodétermination des populations algériennes et l'organisation des pouvoirs publics en Algérie avant l'autodétermination ?
¿Aprueba usted el proyecto de ley sometido al pueblo francés por el presidente de la República y que concierne la autodeterminación de las poblaciones argelinas y la organización de los poderes públicos en Argelia antes de la autodeterminación?

El artículo 1 de este proyecto de ley establecía que, cuando las condiciones de seguridad lo permitieran, el destino político de Argelia en relación con la República francesa sería decidido por las poblaciones argelinas. El artículo 2 establecía que, hasta que se produjera la autodeterminación, se regularían mediante decretos adoptados en Consejo de Ministros la institución de un órgano ejecutivo y asambleas deliberativas en Argelia, así como la cooperación entre las comunidades.
El decreto n.º 60-1299 de 8 de diciembre de 1960 autorizó el sometimiento del proyecto de ley a referéndum. Entonces, el presidente de la República era Charles de Gaulle; y el primer ministro, Michel Debré. Tuvieron derecho a elegir el destino de Argelia los electores de la Francia metropolitana y Argelia (incluyendo el Sáhara), pero también los departamentos y territorios de ultramar. El referéndum fue mayoritariamente aprobado, y el Consejo Constitucional proclamó el resultado definitivo el 14 de enero de 1961.

## Resultados
La participación fue del 76 % en la Francia metropolitana y del 59 % en Argelia. El 75 % de los votantes votó «sí». Solamente en Argelia, con el 17 % del censo total, el 70 % votó «sí», frente al 30 %, que votó «no».
| Elección              | Votos      | %     |
| --------------------- | ---------- | ----- |
| A favor               | 17 447 669 | 74,99 |
| En contra             | 5 817 775  | 25,01 |
|                       |            |       |
| Votos válidos         | 23 265 444 | 96,99 |
| Votos blancos y nulos | 721 469    | 3,01  |
| Total                 | 23 986 913 | 100   |
| Abstención            | 8 533 320  | 26,25 |
| Participación         | 32 520 233 | 73,75 |

| Sí: 17 447 669 (74,99 %) |  |  | No: 5 817 775 (25,01 %) |
| ▲                        |  |  |                         |
| Mayoría absoluta         |  |  |                         |

### Por departamento
| Participación             | Resultado                 |
| ------------------------- | ------------------------- |
| Résultats par département | Résultats par département |